# チムニーズ館の秘密
『チムニーズ館の秘密』（チムニーズかんのひみつ、原題：The Secret of Chimneys）は、1925年にイギリスの小説家アガサ・クリスティが発表した長編推理小説である。
ロンドン警視庁のバトル警視初登場作品。

## あらすじ
南アフリカの町、ブラワーヨの旅行社に案内役として勤務していたアンソニー・ケイドは、友人のジェイムズ（ジミー）・マグラスからある依頼を受ける。ジミーは、4年前パリでヘルツォスロヴァキア元総理のスティルプティッチ伯爵が暴漢たちに襲われていたところを助けたことが縁で、伯爵の死後に送られてきた回顧録を、1千ポンドの報酬と引き換えにロンドンの出版社に届けるよう依頼される。ジミーはこれから金鉱探しの旅に出るので、替わりにアンソニーにその役を果たしてもらいたいというのだ。
ヘルツォスロヴァキアはバルカン半島にある小国で、7年前に最後の国王であったニコライ4世が、パリの軽演劇場に出演していた素性も知れない芸人を娶ったことをきっかけに革命が起こり、女王とともに暗殺されて以来、共和制になったが、最近は王制復古の機運が高まりつつある。また油田が発見されたとの噂も流れており、イギリスの財界から注目されている。さらにジミーは、スティルプティッチ伯爵を襲っていた暴漢たちはキング・ヴィクターの手下だと、伯爵が語っていたと話す。キング・ヴィクターは有名な宝石泥棒で、パリ警視庁に軽い罪で逮捕され数年間刑務所に入っていたが、最近出所したらしい。
報酬のうち250ポンドの分け前をもらう条件で依頼を引き受けたアンソニーは、すぐにロンドンに発とうとするが、ジミーはさらにもう一つ、ヴァージニア・レヴェルという名前の女性のスキャンダル絡みの手紙を本人に返すよう依頼する。ウガンダにいた頃に助けた土方が持っていたもので、死に際に渡されたものだという。
そうしてジェイムズ・マグラスの名前で数年ぶりにイギリスの土を踏んだアンソニーは、ロンドンのホテルで次々と怪しげな客の来訪を受ける。1人目はヘルツォスロヴァキアの王制支持派のロロプレッティジル男爵。ミカエル・オボロヴィッチ王子がイギリス政府の支持の下に即位する計画が進む中、政治的に重大なスキャンダルが記されていると思われるスティルプティッチ伯爵の回顧録の出版は、その計画に支障を来たす恐れが多分にある。そのため男爵は回顧録を譲って欲しいと訴えるが、アンソニーは一度引き受けた仕事は最後までやり通す義務があるという理由でその申し出を断る。次に訪れたのが王制反対派のレッド・ハンド党員で、ピストルで脅迫して回顧録を奪おうとしたが、アンソニーに撃退される。最後に深夜、彼の部屋に忍び込んできたホテルの給仕のジュセピと格闘の末、取り逃がしてしまい、回顧録は無事だったがレヴェル夫人の手紙を奪われてしまった。
翌日、レヴェル夫人の下に手紙を持って恐喝者が訪れる。身に覚えのないレヴェル夫人はその応対を楽しみ、いったんは小金を渡して帰らせ、翌日もう一度来るように言い渡す。恐喝者と入れ替わりに、レヴェル夫人の従兄で外務省高官のジョージ・ロマックスが彼女を訪れる。石油の利権獲得のため、ミカエル王子擁立を支持するイギリス政府にとっても、伯爵の回顧録に記されているかも知れない政治的スキャンダルは計画を頓挫しかねないものだった。中でもとくにジョージが警戒するのは、チムニーズ館でかつて起きた「ある盗難事件」だった。ジョージは、かつてヘルツォスロヴァキア大使館に勤務していた亡き夫とともに同国に滞在経験のあるレヴェル夫人に、スティルプティッチ伯爵の回顧録を持って訪英するジェイムズ・マグラスをチムニーズ館でもてなすよう依頼する。
一方、出版社から来たホームズ氏に回顧録を渡したアンソニーは、その翌日、レヴェル夫人を訪ねたところ、恐喝者が何者かに拳銃で射殺されていた。その恐喝者こそ、彼から手紙を奪ったジュセピであった。彼の上着には「チムニーズ　木曜日11時45分」という紙切れが残されていた。レヴェル夫人を何らかの理由でチムニーズ館に行かせたくない者の仕業と考えたアンソニーは、彼女を予定通りチムニーズ館に向かわせる。その間に死体と拳銃を始末して、自分もチムニーズ館を訪れたところ、まさに11時45分、館の中から銃声が聞こえた。
翌朝、チムニーズ館で、滞在客であるスタニスラウス伯爵の射殺体が発見される。ロンドン警視庁から到着したバトル警視にジョージ・ロマックスは、スタニスラウス伯爵は偽名で、その正体はヘルツォスロヴァキアのミカエル王子だと告げる。村の宿屋に宿泊していたアンソニーは、嫌疑をかけられていることを察知し、自らチムニーズ館に乗り込み、ジェイムズ・マグラスの代行で回顧録を届けにロンドンに来たことやチムニーズ館に来た事情を説明し、疑いを晴らす。バトル警視がアンソニーにミカエル王子の死体を見せたところ、それは回顧録を渡した出版社のホームズ氏を名乗る人物だった。さらに、ヘルツォスロヴァキアの第2王位継承者であるニコラス王子が、アメリカの資本グループに石油の利権を与える約束をしているという情報がもたらされる。
バトルが捜査の指揮を執る中、アンソニーは独自の考えで犯人探しを進める。アンソニーは最近この家に出入りするようになった家庭教師を調べ、彼女の前の雇い主に話を聞くためにフランスに向かう。
コ・イ・ヌール・ダイヤモンドは、数年前にキング・ヴィクター率いる窃盗団によってロンドン塔から盗まれて偽物にすり替えられていた。チムニーズ館はそれが隠されている可能性のある場所のひとつだが、これまで何度探しても見つかっていない。バトルは出所したキング・ヴィクターがそれを取り戻そうとするだろうと予想している。アンソニーがフランスにいる夜、チムニーズ館で不法侵入が起きる。レヴェル夫人が物音を聞きつけ、1人か2人の男が古い鎧を分解しているのを目撃する。彼女とビル・エヴァスレーは泥棒を取り逃す。翌日の夜、3人は2度目の襲撃を待ち、キング・ヴィクターの行方を追っていたルモワヌを捕まえてしまう。バトルは彼の到着を待っていたのだ。盗まれた手紙はアンソニーの部屋で見つかる。バトルは、スティルプティッチ伯爵が宝石の隠し場所を移動させてしまったので、そのありかを記した暗号の手紙を盗賊たちが彼に解読させたがっているのだと気づく。解読の結果、「リッチモンド 7 ストレート 8 左 3 右」というヒントが明らかになる。バトルはリッチモンドの手がかりをたどって隠し通路のレンガにたどり着く。アンソニーは亡き王子の召使いだったボリス・アンチューコフから渡された紙に書かれた住所を訪ねる。そこで彼が見つけたのは、キング・ヴィクターの一味の会合と、人質として拘束された本物のルモワヌであった。そのとき、アンソニーはアメリカでの犯罪を追うピンカートン探偵社のハイラム・フィッシュから詰問を受ける。
チムニーズ館では、アンソニーから謎の説明を聞くために全員が集まる。図書館でボリスはピストルを持った家庭教師ブランを見つける。2人が争う最中に、銃はブランの手の中で暴発し、彼女は死ぬ。ブランがミカエル王子を殺したのは、王子が彼女を別人だと見抜いたからだった。彼女はヘルツォスロヴァキア最後の王妃で、革命で夫とともに殺害されたと思われていたが、逃亡していた。彼女はキング・ヴィクターの偽名であるオニール大尉に暗号文を書き、レヴェル夫人の名前で署名した。アンソニーは本物のルモワヌを一堂に紹介し、フィッシュはフランス人探偵を装い、アメリカでニコラスを名乗り、チムニーズ館ではルモワヌを名乗っていたキング・ヴィクターを罠にかける。アンソニーはマグラスに本物の回顧録を渡す。アンソニーとフィッシュは暗号の謎を解き、敷地内のバラからダイヤモンドを見つける。アンソニーは自分こそがニコラス王子であることを明かし、ヘルツォスロヴァキアの次期国王になる用意があるという。その日のうちに、彼はレヴェル夫人と結婚し、彼女は彼の王妃となる。

## 登場人物
- アンソニー・ケイド - キャッスル旅行会社の地方駐在員
- ジェイムズ（ジミー）・マグラス - アンソニーの友人
- ケイタラム卿 - チムニーズ館の所有者
- アイリーン（バンドル） - ケイタラム卿の娘
- トレドウェル - ケイタラム卿の執事
- ブラン - ケイタラム家の家庭教師
- スティルプティッチ伯爵 - ヘルツォスロヴァキアの元総理
- ミカエル・オボロヴィッチ - ヘルツォスロヴァキアの王子
- ボリス・アンチューコフ - ミカエル王子の召使
- ロロプレッティジル男爵 - ヘルツォスロヴァキアの貴族
- ジョージ・ロマックス - 英国外務省の高官
- ヴァージニア・レヴェル - ジョージの従妹[注釈 2]
- ビル・エヴァスレー -  ジョージの秘書
- ハーマン・アイザックステイン - 全英シンジケートの代表者
- ハイラム・フィッシュ - チムニーズ館の客
- キング・ヴィクター - 宝石泥棒
- ジュセピ・マネリ - ホテルの給仕
- バトル - ロンドン警視庁の警視
- ルモワヌ - パリ警視庁の刑事

## 日本語訳

### 一般書
| 出版年         | タイトル                     | 出版社     | 文庫名等                             | 訳者     | 巻末                                | ページ数 | ISBNコード     | カバーデザイン                             | 備考 |
| -------------- | ---------------------------- | ---------- | ------------------------------------ | -------- | ----------------------------------- | -------- | -------------- | ------------------------------------------ | ---- |
| 1955年4月30日  | チムニーズ館の秘密           | 早川書房   | 世界探偵小説全集139                  | 赤嶺弥生 |                                     | 267      |                |                                            |      |
| 1976年9月17日  | チムニーズ荘の秘密           | 東京創元社 | 創元推理文庫 105-29,M-ク-2-17        | 厚木淳   | 解説                                | 369      | 978-4488105297 | 装画:ひらいたかこ 装幀:小倉敏夫 ほか       |      |
| 1976年10月15日 | チムニーズ館の秘密           | 早川書房   | ハヤカワ・ミステリ文庫 HM1-12,ク1-12 | 高橋豊   | 解説 クリスティーの冒険ミステリ (S) | 346      | 4-15-070012-5  | 真鍋博                                     |      |
| 2004年2月20日  | チムニーズ館の秘密           | 早川書房   | ハヤカワ文庫. クリスティー文庫 73    | 高橋豊   | 解説 井家上隆幸                     | 473      | 978-4151300738 | Hayakawa Design                            |      |
| 2024年8月16日  | チムニーズ館の秘密【新訳版】 | 東京創元社 | 創元推理文庫 M-ク-2-31               | 山田順子 | 解説 上條ひろみ                     | 416      | 978-4488105532 | 装画:嶽まいこ 装幀:柳川貴代+FragmentDesign |      |

### コミック
| 出版年         | タイトル           | 出版社 | 文庫名等           | 訳者       | 巻末 | ページ数 | ISBNコード     | カバーデザイン | 備考                                                                          |
| -------------- | ------------------ | ------ | ------------------ | ---------- | ---- | -------- | -------------- | -------------- | ----------------------------------------------------------------------------- |
| 2006年 9月19日 | チムニーズ館の秘密 | 集英社 | クイーズコミックス | 榛野なな恵 |      | 216      | 978-4088653624 |                | 「追憶のローズマリー」、 「ソルトクリークの秘密の夏」 併録、描き下ろし (衣装) |